# 陳燦林
陳燦林（1936年1月31日—2012年8月6日），己故香港足球運動員，在職業生涯時司職左後衛，憑藉其碩朗、勇悍及優秀腳法而馳名球壇。陳燦林於1960年代效力於香港甲組足球聯賽足球隊愉園及元朗等，亦為香港足球代表隊隊員。
2012年8月6日，陳燦林與世長辭，享年76歲。同年8月31日下午5時至晚上11時，後人為其於北角香港殯儀館設靈，安息禮拜於晚上8時正開始，於翌日9月1日上午11時出殯，遺體安葬於柴灣華人永遠墳場。